# Німецькі діалекти
| Карта німецьких діалектів (за П. Візинґером), яка містить наступні великі діалектальні групи: Нижньофранкські - 1. Клеверландський діалект або нижньорейнські діалекти (у вужчому розумінні) Фризькі - 2. Затерландська фризька мова - 3. Північнофризька мова Нижньонімецькі - 4. Вестфальський - 5. Північнонижносаксонський - 6. Остфальський - 7. Мекленбурзько-передньопомеранський - 8. Бранденбурзький - 9. Середньопомеранський Середньонімецькі - 10. Рипуарські діалекти - 11. Люксембурзька мова - 12. Мозельсько-франконські діалекти - 13. Рейнсько-франкські діалекти - 14. Центральногессенський - 15. Північногессенський - 16. Східногессенський - 17. Тюринґський - 18. Північноверхньосаксонський - 19. Південномаркський - 20. Верхньосаксонські діалекти Південнонімецькі - 21. Верхньофранконський - 22. Північнобаварський - 23. Центральнобаварський - 24. Південнобаварський - 25. Швабський - 26. Нижньоалеманнські діалекти - 27. Середньоалеманнські діалекти - 28. Верхньоалеманнські діалекти - 29. Гірськоалеманнські діалекти Примітка: На цій карті як німецькі діалекти визначені всі західногерманські мовні варіації, обʼєднані під стандартною німецькою мовою. Регіони, у яких водночас використовуються дві мови-дахи (люксембурзька та німецька), обведені чорним та білим. |

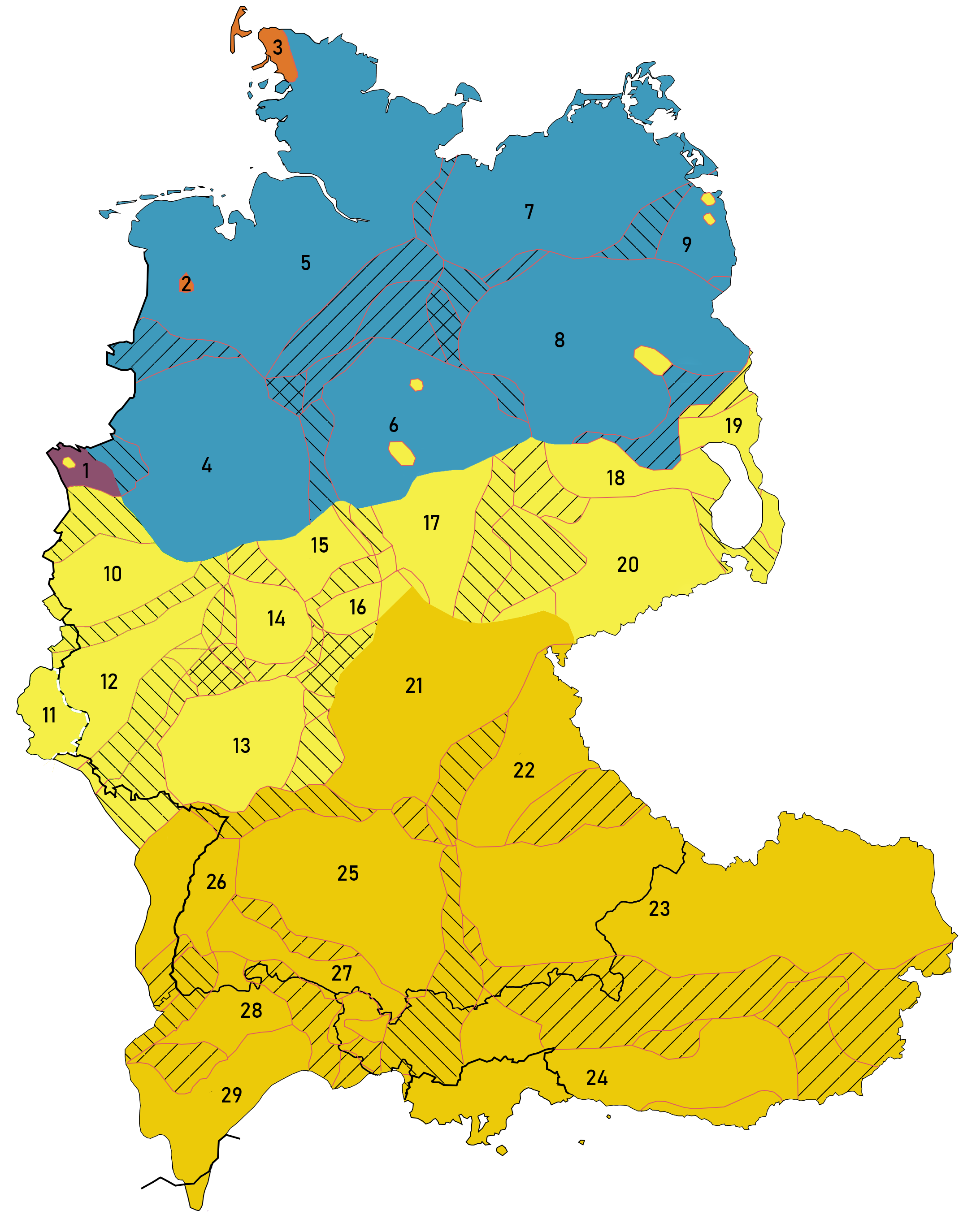

Німецькі діалекти (нім. deutsche Dialekte, deutsche Mundarten) ― регіональні форми німецької мови, що самостійно розвинулися як з давньо- та середньоверхньонімецької, так і з давньо- та середньонижньонімецької мов і є генетично незалежними від літературної або стандартизованої німецької мови. Ці діалекти в свою чергу утворюють частину континентальнонімецького або ж західногерманського діалектного континууму.
У соціолінгвістичному контексті німецькі діалекти можуть бути визначені як західногерманські мовні варіації, для яких стандартизована німецька мова є культурною мовою та/або однієї з найбільш споріднених мов.
Головний розподіл німецьких діалектів традиційно базується на ступені залученості до другого пересування приголосних: повному, частковому або відсутньому. Таким чином утворюються три головні категорії, а саме верхньонімецькі (південнонімецькі), середньонімецькі та нижньонімецькі діалекти. Нижньофранкські мови, які у певному сенсі утворюють окрему категорію, перебувають поза межами даної класифікації.

## Загальна інформація
Різноманітні варіації німецької мови, стандартизованої німецької мови та діалектів не привʼязуються до політичних кордонів. Варіація є або «мовою», або «діалектом» лише по відношенню до чогось іншого; понятійний статус визначення для мовних варіацій може змінюватися. Наприклад, можна говорити про швейцарську верхньонімецьку (нім. Schweizer Hochdeutsch) або баварську верхньонімецьку мову (нім. bairisch Hochdeutsch), а також про нестандартизовані варіанти, наприклад, верхньосаксонсько-майснерську або рипуарську кельнську.
На заході для назви місцевих діалектів поширеним є слово Platt (ймовірно, нижньофранконський вираз, що означає «зрозумілий, чіткий»), який не є тим самим, що й поняття Plattdeutsch, яке використовується для нижньонімецьких діалектів. У ХІХ столітті Якоб Ґрімм намагався провести різницю між діалектами (більший ареал) та говірками (менший ареал), але ця диференціація не прижилася.
Назви діалектів утворюються за різними формами: назва місця або регіону та Dialekt або Mundart („der Wiener Dialekt“ або „die Wiener Mundart“ для позначення віденського діалекту), місце або регіон та Platt („Aachener Platt“ для діалекту Аахена та „Lothringer Platt“ для лотаринзьких діалектів), складне слово з закінченням -deutsch („Berndeutsch“ для діалекту Берна) або ж іменник з закінченням -isch („Münchnerisch“ для діалекту Мюнхена або „Schwäbisch“ для швабського діалекту).

## Мови-дахи
У більшій частині простору, у якому використовуються німецькі діалекти, німецька вважається мовою-дахом або стандартною мовою. На кордоні з Німеччиною у Франції та Бельгії є певні регіони, де розмовляють німецькими діалектами, але мовою-дахом там є французька, а на півночі Італії є низка мовних островів, де мовою-дахом для німецьких діалектів є стандартизована італійська мова. Аналогічна ситуація спостерігається й у частині мовних островів у центрально-східній і східній Європі та на заморських територіях, наприклад, з діалектом гунсрік.
В Люксембурзі протягом останніх десятиліть у самостійну стандартизовану мову розвинулася люксембурзька мова, яка лінгвістично є середньонімецьким діалектом, але й німецька досі відіграє тут значну роль на рівні писемності; натомість швейцарські діалекти попри численні спільні ознаки та стабільне використання на письмі не перетворилися на самостійну мову. Стандартизована німецька у Австрії, Швейцарії та Німеччині, втім, є варіаціями стандартизованої німецької мови.
У Середньовіччі між собою конкурували середньонижньонімецька та середньонідерландська мови: наприклад, регіон Нижнього Рейну належав до зони впливу нідерландської мови, а єпархія Мюнстера була двомовною. Коли нижньонімецькі діалекти починаючи з XVI століття прийняли нововерхньонімецьку мову як єдину мову письмової комунікації, Нижній Рейн до самого ХІХ століття продовжував послуговуватися нідерландською. На той час пруський уряд вів активну й жорстку мовну політику, метою якої було повне витіснення нідерландської мови та встановлення німецької як єдиної стандартної та письмової мови. Таким чином у 1827 році було заборонено використання нідерландської мови у початковій школі та церкві; попри це у регіоні Клеве до самого кінця ХІХ століття нідерландською викладали та використовували у церквах, тому станом на 1900 рік у Німецькій імперії нараховувалося 80 361 нідерландськомовний громадянин. Кінець використання нідерландської у регіоні Нижнього Рейну закінчився наприкінці 1930-х рр. через заборону нацистського уряду.

## Виникнення діалектів

### Племінні мови та територіальні діалекти
У ранньому середньовіччі на територіях, де пізніше утворилися німецькомовні країни та держави Бенілюксу, існували різні союзи германських племен; це були племена алеманів, баварів, франків, фризів, саксів та тюрингів. На півдні, на території пізнішої Італії, знаходився племінний союз лангобардів, який до того часу досі послуговувався германською племінною мовою. Втім, деякі з цих союзів самі були конгломератами з різних племен, які утворилися лише після Великого переселення народів, наприклад, алемани («всі люди»), франки («вільні») та сакси («брати по мечу»). У ІХ столітті племена обʼєдналися у державі Карла Великого і починаючи з Х століття були організовані у таких племінних герцогствах, як Баварське, Франконське, Лотаринзьке (розділеному з 959 року на Нижню та Верхню Лотарингію) та Швабське, а також у Тюринзькому ландграфстві. Територія фризів була вільно приєднана до регіону панування Лотарингії. У ході державної реформи ХІІ століття племінні герцогства були скасовані.
Наскільки ці племена мали власні мови, наразі невідомо, і це питання по-різному обговорюється у дослідженнях з історії мови. У VIII столітті, а подекуди й раніше, зʼявилися з одного боку близькоспоріднена давньоверхньонімецька і з іншого боку близькоспоріднена давньонижньонімецька письмові мови (остання, втім, частково зазнала впливу нижньофранкської), які здебільшого використовувалися у літературі. У часи середньоверхньо- та середньонижньонімецької мов ці письмові мови мали статус мов літератури та діловодства. Мови для ефективної усної комунікації лише починали зароджуватися.

### Історичні діалекти
Ранньо- та пізньосередньовічні діалекти можна виявити лише у дуже обмеженій мірі з тодішніх писемних мов, адже вони були досить сильно орієнтовані на міжрегіональний простір та прагнули уникати місцевих характерних рис. Втім, багато чого вказує на те, що суттєві риси сучасних німецьких діалектів сформувалися вже у ранньому середньовіччі. 
Інші вказівки на мову, яка використовувалася у ранньому та пізньому середньовіччі, надають унікальні зразки окремих особливо характерних діалектів мовних островів, наприклад, як мозельсько-франконська трансільванська саксонська або гірно-алеманський вальзерський діалект: мовні особливості, які є спільними як для діалектів, так для регіонів походження або розселення, та водночас є обмеженими іншими діалектами, вказують на час виникнення ще до еміграції.

### Діалектні простори
Наприкінці ХІХ століття вважалося, що межі німецьких діалектів знаходились у межах старих кордонів германських племен. Германіст Ґеорґ Венкер у 1870-х рр. розіслав до шкіл у Рейнській провінції опитувальники, у яких учні мали перекласти запитання на свої діалекти; далі такі ж опитувальники були надіслані до Північної та Середньої Німеччини, а згодом і до Швабії, Франконії та Швейцарії. Таким чином до 1939 року поступово був охоплений весь німецькомовний простір, а результати дослідження були нанесені на карту. При цьому було зʼясовано, що німецькі діалекти орієнтуються не на історичні племінні герцогства давніх часів, а скоріше на їхні середньовічні території, і що між ними існували широкі перехідні зони. Відповідно хіба що мозельсько-франконський діалект фактично відповідає старим політичним кордонам Трірської архієпархії, а внутрішньошвабський (нім. Innerschwäbische) відповідає старим політичним кордонам Старого Вюртемберга.
Діалектний континуум лише у виняткових випадках має власні мовні кордони. Втім, вже у часи молодограматиків мовознавці досліджували діалектні континууми, які вони визначали на підставі ізоглос та їхніх поєднань; наприклад, Бенратська лінія є діалектним розділом між нижньонімецькою і нижньофранкською мовами з одного боку та середньонімецькою мовою з іншого боку. Кордоном між середньонімецькою та південнонімецькою слугує Шпаєрська лінія (лінія appel/apfel) або також Гермерсхаймська лінія (лінія pund/pfund). Втім до 1970-х рр. було традиційним проводити діалектні межі між нижньонімецькою та середньонімецькою мовами по лінії Юрдінґена (лінія ik/ich) та між середньонімецькою та південнонімецькою по Карлсруйській лінії (лінія enk/euch та mähen/mähet). Проте ці ізоглоси тепер вважаються недостовірними, адже вони, окрім всього, відносять до середньонімецької як східнофранконську, яка зазнала явного впливу південнонімецької мови, так і сусідню їй південнорейнсько-франконську.
У новішій діалектології діалектні континууми вже визначаються не лише на підставі окремих явищ, а на підставі ареально-типологічних досліджень, які з одного боку спираються на структуралістську інтерпретацію спільної системи голосних, а з іншого ― на діалектометричні виміри відстаней.

## Спорідненості та розмежування
З соціолінгвістичної точки зору німецькі діалекти можуть бути визначені як західногерманські мовні варіації, обʼєднані верхньонімецькою мовою як мовою-дахом. Проте це визначення не є беззаперечним, адже існують й такі мовні варіації, які вважаються «німецькими», як ельзаський діалект, при яких верхньонімецька є хіба що найбільш спорідненою мовною варіацією, але не мовою-дахом чи культурною мовою. Навпаки стандартизована німецька є мовою-дахом для фризьких та нижньофранкських діалектів Німеччини, хоча ці діалекти є ближчими до інших мов (фризької та нідерландської відповідно). Ще складнішою є ситуація з люксембузькими діалектами, які за критеріями мови-даху не є ідентичними до жодного з варіантів німецької мови, але з точки зору мовної типології є ідентичними до мозельсько-франконських говірок, які соціолінгвістично вважаються «німецькими».
Традиційно німецькі діалекти як частина континентальнозахідногерманського діалектного континууму є спорідненими з нідерландськими й фризькими діалектами та діалектами їдишу. Переходи між діалектами цього континууму вже з раннього нового періоду полягали лише у поступових змінах. З появою масової освіти, виникненням національних держав та переміщеннями населення внаслідок індустріалізації у ХІХ столітті цей континуум значно послабшав і частково розпустився.

## Класифікація

### Огляд
Класифікація діалектів певного діалектного континууму є науково-абстрактним лінгвістичним конструктом. Окремі діалекти можуть бути згруповані або класифіковані різними способами, що може бути проілюсторовано зокрема й через перехідні діалекти, які існують між усіма діалектними просторами. Проте розроблені у ХІХ столітті класифікації (лінгвістично на підставі другого пересування приголосних, з точки зору назв більш проблематично згідно з антично-ранньосередньовічними культурними колами («німецькі племена»)) до цього часу ще не були замінені.
Класифікація діалектів за ступенем поширення ознак другого пересування приголосних призвела до поділу на нижньо- та верхньонімецьку мови та до поділу верхньонімецької на середньо- та південнонімецьку. Прикладом для переходів, які існують на практиці і які не відображено у теоретичній структурі, є діалект, відомий як берлінський (Berlinerisch), але насправді сильніше поширений у Бранденбурзі, який містить мовні ознаки як нижньо-, так і середньонімецької мов.
Відношення діалектів до германських груп античності та раннього середньовіччя (передусім франків, алеманів, баварів, саксів), наскільки відомо, є проблематичним. Лінгвогеографи ХІХ та початку ХХ століття прагнули зробити свій внесок у реконструкцію ранніх ареалів поселення германських культурних кіл («німецьких племен»), але це здебільшого є завданням археології.

### Нижньонімецькі діалекти
Нижньонімецькі діалекти (також відомі як «Platt» або «Plattdeutsch») через свою «значну географічну протяжність з заходу на схід» на підставі «вербальної єдиної множини» у теперішньому часі часто поділяються на західнонижньонімецькі та східнонижньонімецькі, рідше ― «зі структурної точки зору», яка означає цілу низку фонологічних та морфологічних ознак ― на «північно-» та «східнонижньонімецькі».
Східнонижньонімецькі, або нижньосаксонські діалекти, поділяються на вестфальські, остфальські та північнонижньосаксонські, які в свою чергу поділяються на піддіалекти у північно-східних регіонах Нідерландів та фактично у загальному північнозахідногерманському мовному просторі у Вестфалії, Нижній Саксонії, Шлезвіг-Гольштейні, Гамбурзі, Бремені та західній частині Саксонії-Ангальт.
Східнонижньонімецький  діалект, у якому наявні впливи як словʼянських діалектів, так і інших німецьких та нідерландських поселенських діалектів, свого часу поширився завдяки міграційним рухам через Померанію та Стару Пруссію до самої Балтії. Він поділяється на бранденбурзький (маркський) та мекленбурзько-передньопомеранський діалект, історично ж до них також належать східнопомеранські та нижньопруський діалекти. Берлінський діалект є регіолектом з південномаркським субстратом. В свою чергу південномаркський за хронологічною перспективою частково належить до (східно-)нижньонімецької, частково до (східно-)середньонімецької.
Якщо поділяти нижньонімецькі діалекти на північну та південну групи, то північнонижньонімецьку групу утворюватимуть північнонижньосаконський та мекленбурзько-померанський діалекти, історично також західнопомеранський та нижньопрусський. Вестфальський, остфальський та бранденбурзький (маркський) утворюватимуть південнонижньонімецьку групу.
Нижньонімецькі діалекти до середини ХХ століття використовувалися як першочергові розмовні мови, особливо у сільській місцевості. У середньовіччі та протягом Раннього нового часу у північній Німеччині нижньонімецька не в останню чергу використовувалася як писемна мова, як мова комунікації у Ганзі до Балтійського регіону. Зокрема під впливом Реформації (Біблії Лютера верхньонімецькою мовою) та через переміщення вона була відтіснена і згодом, зокрема у великих містах, частково повністю зникла.
Нижньонімецькі діалекти мають незначні структурні подібності зі стандартизованою німецькою (верхньонімецькою або літературною німецькою), яка зазнала впливу особливо середньонімецьких діалектів, але вони й певною мірою впливають на стандартну німецьку вимову.

### Верхньонімецькі діалекти
Друге пересування приголосних не відбулося у нижньонімецькій та нідерландській мовах. У середньонімецькій мові воно здійснилося в обмеженій мірі, у південнонімецькій у сильнішій мірі. Це пересування приголосних почалося вже у ранньому середньовіччі (VI століття) на південному сході германського (німецького) мовного регіону, поступово поширилося на північний захід та північ і вплинуло на діалекти з різною інтенсивністю. Друге пересування приголосних охоплює зміни низки фонетичних ознак, визначені у розвитку слів «maken» (нижньонім.) до «machen» (верхньонім.) (т.зв Бенратська лінія) та «ik» (нижньонім.) до «ich» (верхньонім.) (лінія Юрдінґена), але при тому не йдеться про фактичний діалектний кордон, адже зміни в діалектах відбуваються плавно від поселення до поселення.

#### Середньонімецькі діалекти
Середньонімецькі діалекти поділяються на західні та східні, обидва регіони топографічно поєднані лише вузьким регіоном між Касселем та Айзенахом. Мовні кордони, що розділяють західно- та східносереднонімецькі діалекти, також пролягають у цьому регіоні між річками Верра та Фульда. Інколи обирається ізоглоса, яка розділяє західний «Pund» від східного «Fund» (пор. стандартний німецький «Pfund»).
Всі західносередньонімецькі діалекти належать до т.зв. франкських діалектів. Вони поділяються на рейнсько-франкські, мозельсько-франконські і рипуарські та використовуються передусім у Люксембурзі (де регіональний варіант, люксембурзька мова, розвинулася у окрему мову), у Саарланді і низці частин Райнланд-Пфальца та Гессена, а також на північному заході Баден-Вюртемберга, у прикордонних регіонах Франції та Бельгії, у південно-східному виступі Нідерландів та на південному сході Північного Рейну-Вестфалії.
Порівняно із західносередньонімецьким діалектом, східносередньонімецький є більш однорідним регіоном. Його ареал поширення збігається з регіоном використання тюрингсько-верхньосаксонських діалектів, який приблизно займає південь колишньої НДР. Історично до них також належать сілезький та верхньопрусський діалекти.
У середньонімецьких діалектах мовні ознаки другого пересування приголосних проявляються не так сильно, як у південнонімецьких діалектах. Для розмежування для південнонімецьких діалектів найбільше використовуються ті ізоглоси, які розділяють старіший «p» від новішого «pf»: у сучасних південнонімецьких регіонах «p» замінилося на «pf». Проте не всі кордони p/pf збігаються в одній низці ізоглосів ― пересування залежить від слова, у якому зустрічається «p» та від позиції «p» у слові (пор. «Pfund» та «Apfel»); характерною ознакою часто обирається межа Apfel/Appel. Особливо неоднорідно поширеними є ознаки другого пересування приголосних у західносередньонімецьких діалектах (див. Рейнська перехідна область).

#### Південнонімецькі діалекти

Ареал поширення західнопівденнонімецьких діалектів у ХІХ та ХХ століттях

Південнонімецькі діалекти поділяються на західно- та східнопівденнонімецькі, а також на східнофранкські та південнофранкські; західнопівденнонімецький діалект більше відомий як алеманський або швабсько-алеманський, а східнопівденнонімецький більше відомий як баварський. Натомість «північнопівденнонімецький» ― це поняття, яке є менш поширеним у діалектології, оскільки воно обʼєднує дві діалектні групи з східнофранкським та південнофранкським, які структурно є більш відмінними одне від одного. Південнонімецькі діалекти, а в їхніх межах особливо верхно- та гірськоалеманські, а також тірольський діалект, характеризуються найбільшим поширенням ознак другого пересування приголосних.
Якщо південнофранкський діалект займає лише невелику частину на північному заході Баден-Вюртемберга, східнофранкський діалект поширюється на більший регіон: ним говорять передусім на північному заході Баварії, у Південній Тюрингії та на північному сході Баден-Вюртемберга. Кордони між середньонімецькими діалектами з одного боку та південнонімецькими алеманським та баварським з іншого є більш розмитими; тут варто згадати про змішані східнофранксько-швабські регіони у Баден-Вюртемберзі і Баварії біля Дінкельсбюля й Гессельберґа та змішаний південнофранксько-нижньоалеманський регіон біля Раштату. Чітку межу являє собою Ренштайґ на півночі, у той час як на захід від нього у Рені і Верраталі та на схід у Фоґтланді простежуються широкі перехідні зони до середньонімецьких діалектів.
Ареал поширення алеманських (західнопівденнонімецьких) діалектів охоплює німецькомовну частину Швейцарії, Форарльберґ в Австрії та невеликі регіони у найзахіднішій частині Тіролю, у Баварії передусім у адміністративному округу Швабія, у південних двох третинах Баден-Вюртемберга та принаймні історично у великій частині Ельзасу у Франції. Алеманський діалект здебільшого поділяється на швабський, верхньорейнсько- або нижньорейнський, бодензейський або середньо-, верхньо- та гірськоалеманський. Поняття нижньоалеманського діалекту є багатозначним: воно може означати верхньорейнсько-алеманський діалект або використовуватися як узагальнюючий термін для верхньорейнсько- та бодензейського алеманського. Алеманський відокремлюється від баварського через одне з найбільш виражених поєднань ізоглосів (збіг низки ознак, що розрізняють діалекти) німецького мовного простору, проте перехідний регіон знаходиться у баварсько-швабському регіоні Лехрайну.
Ареал поширення баварських (східнопівденнонімецьких) діалектів охоплює Австрію за винятком Форарльберґа, адміністративні округи Верхня Баварія, Нижня Баварія і Оберпфальц у німецькій федеральній землі Баварія та майже весь південний Тіроль в Італії. Відносно гомогенний баварський діалектний ландшафт у свою чергу поділяється на північно-, середньо- та південнобаварський. Окремим середньобаварським діалектом вважається віденський діалект, міська говірка Відня. До східнофранкських діалектів належить низка перехідних говірок, серед який найбільш відомою є нюрнберзька. Для відмежування від східнофранкського використовується ізоглоса, яка відділяє баварський займенник «enk» від східнофранкського «euch» (у стандартній німецькій «euch»).

### Нижньофранкські діалекти
Нижньофранські діалекти посідають особливу позицію у німецькому мовному просторі з соціолінгвістичної та історично-лінгвістичної точки зору. Хоча ці діалекти використовують стандартизовану німецьку як писемну та культурну мови і тому мають розглядатися як німецькі, ці мовні варіації виникли не з давньоверхньонімецької або давньонижньонімецької, а зі старонідерландської; відповідно, нижньофранкські діалекти є з позиції мовної типології ближчими до стандартизованої нідерландської, яку низка їх використовувала як мову-дах до ХІХ століття, аніж до стандартизованої німецької.
У Німеччині нижньофранкські діалекти здебільшого використовуються у Нижньому Рейні та на сході Берґішес-Ланду у західній частині Північного Рейну-Вестфалії. Життэздатність різноманітних діалектів у цьому регіоні варіюється, але в цілому йде не спад.

### Фризькі діалекти
Затерландська фризька мова та північнофризькі діалекти походять від старофризької мови, а отже, не розвинулися ані з давньоверхньо-, ані з давньонижньонімецької мови. З точки зору лінгвістичної типології ці мовні варіації не є німецькими діалектами, та й соціолінгвістично більшість мовці фризьких варіації у Німеччині не вважають свої діалекти німецькими. Втім, у рамках аусбау-парадигми мовці північно- та затерландської фризької мови використовують як мову-дах стандартизовану німецьку; при цьому північно- та затерландська фризька відрізняються від західнофризької, яка, окрім індивідуальних діалектів, має й окрему мовну варіацію, що функціонує як мова-дах.

## Регіони поширення
| Німецький мовний регіон близько 1900 року (за П. Візинґером та В. Кеніґом ) з наступними великими діалектальними групами: Нижньофранкські - 1. Нижньорейнські діалекти Фризькі - 2. Затерландська фризька мова - 3. Північнофризька мова Нижньонімецькі - 4. Вестфальський - 5. Північнонижньосаксонський - 6. Остфальський - 7. Мекленбурзько-передньопомеранський - 8. Бранденбурзький - 9. Середньопомеранський - 10. Східнопомеранські діалекти - 11. Нижнопрусський діалект Середньонімецькі - 12. Рипуарські діалекти - 13. Люксембурзька мова - 14. Мозельсько-франконські діалекти - 15. Рейнсько-франкські діалекти - 16. Центральногессенський - 17. Північногессенський - 18. Східногессенський - 19. Тюринґський - 20. Північноверхньосаксонський - 21. Південномаркський - 22. Верхньосаксонський - 23. Сілезький діалект - 24. Верхньопрусський діалект Південнонімецькі - 25. Верхньофранконський - 26. Північнобаварський - 27. Центральнобаварський - 28. Південнобаварський - 29. Швабський - 30. Нижньоалеманнські діалекти - 31. Середньоалеманнські діалекти - 32. Верхньоалеманнські діалекти - 33. Гірськоалеманнські діалекти Колишні німецькі мовні регіони у східній центральній Європі; з 1945—1950-х рр. практично не існують |

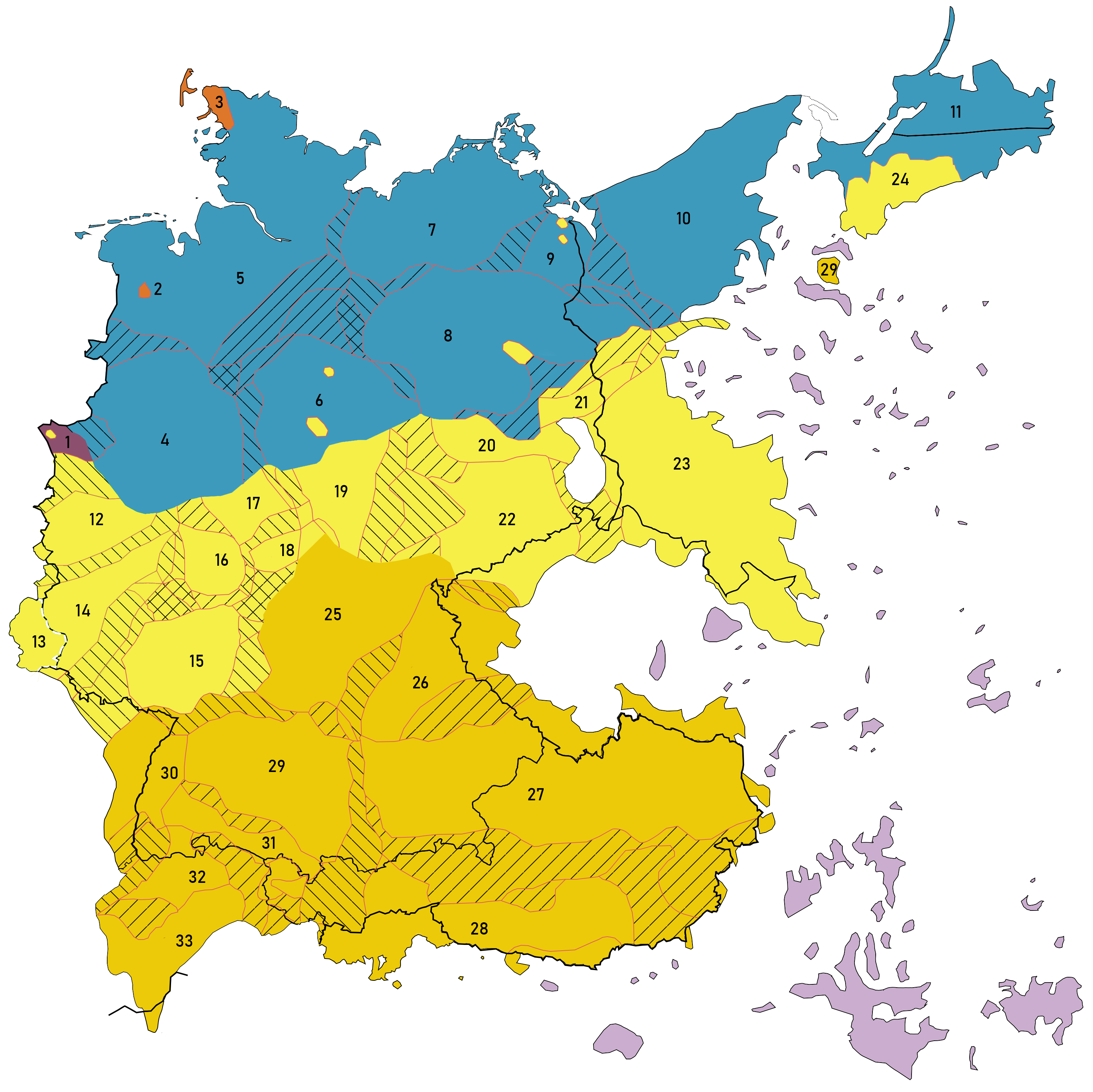

До 1945 року німецькі діалекти використовувалися у багатьох частинах центральної та східної Європи. Втім, вже у ході Другої світової війни зникли багато регіонів розселення німців, наприклад, у країнах Балтії, на Волині, у Хорватії, Бесарабії та Південному Тіролі ― приблизно мільйон мовців, що жили там, переселилися передусім до окупованої Польщі та Вартеланду. Після Другої світової вони, так само як й інші німецькомовні мешканці Польщі та східних регіонів Німеччини, зазнали переслідувань; зокрема вже у 1941 році всі поволзькі німці були депортовані Сталіним до Сибіру або Казахстану. Внаслідок переслідувань після 1945 року утисків зазнали і більшість мовців німецьких діалектів, які залишилися у східній Європі, за винятком румунських та угорських німців, які здебільшого переслідувань не зазнали. Попри це кількість мовців діалектів досі значно знижується або через виселення (Румунія), або через асиміляцію (Угорщина), тому німецькі діалекти у цих регіонах перебувають під загрозою. 
Автохтонний регіон поширення німецьких діалектів охоплює передусім Німеччину, Австрію, Швейцарію, Ліхтенштейн, Люксембург та прикордонні регіони Франції, Бельгії, Італії та Данії. До того ж, існують окремі мовні острови у Європі, а саме у Польщі, Чехії, Словаччині, Угорщині, Словенії, Румунії та Україні.
До аллохтонних регіонів поширення німецьких діалектів за межами Європи належать:
- Південна Америка: У Мексиці та Парагваї частина менонітів, що там проживають, розмовляє східнонижньонімецьким діалектом під назвою плаутдітч (Plautdietsch). У Венесуелі використовується нижньоалеманнський діалект алеман-колоньєро. У Бразилії використовується гунсрюкського діалекту ― ріограндський гунсрюкський; окрім цього у країні існує велика колонія, рідною мовою мешканців якої є східнопомеранський діалект. В Аргентині нащадки німецьких іммігрантів використовують суміш німецької та іспанської мов під назвою бельгранодойч.
- Північна Америка: У США та Канаді проживає велика частина мовців діалекту плаутдітч. Гуттерити, які проживають у цих країнах, розмовляють гуттерським діалектом, основою якого є баварсько-австрійські діалекти. У низці штатів США проживають аміші, які досі є майже єдиними представниками пенсільванських німців та досі розмовляють пенсільванською німецькою, заснованою на пфальцькому діалекті; значно меншою є кількість амішів, які у повсякденному житті розмовляють швіцерським діалектом (Shwitzer), заснованим на бернському діалекті німецької. У Техасі нащадки німецьких іммігрантів розмовляють техасдойчем, сумішшю німецької та англійської мов.

Значно відрізняються від власне німецьких діалектів є національні варіації німецької на заморських територіях. У Намібії використовується варіант німецької, який зазнав впливу африкаансу та англійської, але який не може бути класифікований як діалект (див. Німецька мова у Намібії).

## Стан діалектів зараз
Малопросторові ізоляції, які сприяли формуванню місцевих мовних відмінностей (і таким чином слугували підставою для базових діалектів), зникли. На відміну від попередніх століть, застарілі локальні мовні способи та системи зазнають впливу та нівелюються мовами, які діють у широких масштабах (стандартизовані мови, розмовні мови, професійні мови, мови медіа). Діалекти поширюються скоріше регіонально.
Діалекти та регіони їхнього поширення можуть передавати важливу культурну ідентичність, тому діалектні регіони, згідно із дослідженнями, можуть впливати на рішення з переїзду для багатьох людей.

### Німеччина
У Німеччині є як регіони, у яких діалекти з певних причин перебувають під більшим або меншим тиском та занепадають, так і регіони, де діалекти мають порівняно добру або стійку позицію. Проте загалом через вплив медіа верхньонімецькою мовою та мобільність великої кількості людей (і таким чином змішування окремих мовних варіантів) спостерігається сильний занепад всіх діалектів; таким чином, 13 німецьких регіональних мов, серед яких і кельнська та баварська, були оголошені Всесвітньою організацією освіти як ті, що перебувають під загрозою зникнення.
Здатність розмовляти діалектом залежить від віку, регіону та розміру рідного населеного пункту. Згідно із дослідженням, опублікованим у 2001 році Інститутом країнознавства Лейбніца (IfL), люди старші 60 років частіше розмовляють діалектом, ніж люди віком до 35 років, а мешканці громад, чисельність яких становить менше 50 тис мешканців, частіше, ніж мешканці великих міст. Окрім цього існує певний розрив між півднем та північчю: у Баварії, на півдні Баден-Вюртемберга, у Рейнланді-Пфальці та Саарланді діалектом могли розмовляти 60–70 % мешканців, на півночі Баден-Вюртемберга, у Гессені та Шлезвігу-Гольштейні 50–60 %, у Бремені, на півночі Нижньої Саксонії, у Північному Рейні-Вестфалії та Тюрингії  30–40 %, у Мекленбурзі-Померанії, на півночі Бранденбурга, у Саксонії-Ангальт 20–30 %,у Гамбурзі, на півдні Нижньої Саксонії, у Берліні та на півдні Бранденбурга менше 20% мешканців. При цьому варто враховувати, що дані базуються на власних ствердженнях, адже у багатьох регіонах під діалектом мається на увазі не власне діалект як такий, а регіональна розмовна мова.

### Австрія
В Австрії традиційні діалекти досі дуже часто використовуються у сільській місцевості, але водночас існує й тенденція використання менш регіонально обмеженого діалекту, який утворюється у місцях проживання носіїв різних діалектів. Помітніший спад діалекту фіксується лише у Відні, де за оцінками лише приблизно 10% містян розмовляють традиційним середньобаварським віденським діалектом; більшість розмовляють або іншим діалектом, або німецькою з особливим віденським акцентом. У інших федеральних землях Австрії такі спади у більш слабкій формі спостерігаються лише у столицях федеральних земель або у регіонах з великим рівнем міграції.

### Швейцарія
У Швейцарії німецькі (передусім алеманнські) діалекти на місцях переважають у публічному просторі над стандартизованою німецькою. Цей процес повʼязаний не лише зі світовими війнами ХХ століття, а й мав попередників у розвитках, які можна прослідкувати до періоду пізнього середньовіччя (акцент на державній самостійності, верхньоалеманнський діалектний континуум). З другої половини ХІХ століття до Другої світової війни регіони використання стандартизованої німецької та швейцарської німецької були визначені чіткіше, ніж сьогодні. У другій половині ХХ століття у Швейцарії була власна «діалектна хвиля», яка послабила масштаби використання стандартизованої німецької мови. Стандартизована німецька використовується лише у певних сферах життя, наприклад, у деяких парламентах, на університетських лекціях, у певних радіо- і телепередачах, при оголошеннях у громадському транспорті. Важливу роль при цьому також відіграє молодіжна культура, рок-музика діалектами та місцеві радіо. Не в останню чергу через всеохоплюючу присутність швейцарської німецької на телебаченні та радіо, але й, звісно, через мобільність виражені відмінності в діалектах все частіше розвиваються, а лексична та граматична відстань між діалектами та письмовою мовою поступово скорочується.

### Бельгія
У Східній Бельгії внаслідок впливу медіа стандартною німецькою мовою спостерігається спад діалектів. Тенденційно діалекти в Ойпені перебувають під сильнішим тиском ніж у Бельгійському Айфелі, де діалекти досі мають міцну позицію. Цікавою є позиція діалектів у Монценерланді, частина населення якого наряду з німецьким діалектом як літературну мову використовують не стандартну німецьку, а французьку.

### Люксембург
У Люксембурзі місцевий середньофранкський діалект розвинувся у окрему стандартизовану мову (хоча вона є порівняно молодою письмовою мовою) і у 1984 році був офіційно проголошений національною мовою.

### Франція
У Франції німецькі діалекти, так само, як й всі інші, також перебувають у пасивній позиції щодо стандартизованої французької мови та витісняються нею у багатьох областях.

## Дослідження і документація

### Рання наука
Першими словниками та списками слів були укладені з середини XVIII століття ідіотикони, малі та великі збірки лексики з певної місцевості, яка була невідомою в інших місцях. Першими граматичними описами були, наприклад, твір Ф. Й. Штальдера Die Landessprachen der Schweiz oder Schweizerische Dialektologie («Місцеві мови Швейцарії або Швейцарська діалектологія») 1819 року та робота Й. А. Шмеллера Die Mundarten Bayerns grammatisch dargestellt («Діалекти Баварії, граматично представлені») 1821 року.

### Діалектні словники
Основи сучасної діалектної лексикографії були закладені працею Й.А. Шмеллера Bayerisches Wörterbuch («Баварський словник»), укладеною у 1827–1836 рр. З кінця ХІХ та початку ХХ століття для всього німецького мовного простору створювалися науково розроблені багатотомні діалектні словники. Вони включали в себе частково й історичну лексику (послідовно у словниках для Швейцарії, Австрії, Баварії, Вюртемберга, Мекленбурга та Гамбурга), але частіше зосереджуються на нещодавній лексиці відповідного регіону. Більша частина цих творів завершена, але деякі з них все ще перебувають в роботі. Натомість авторами регіональних та місцевих діалектних словників часто є аматори, що призводить до різного ступеню якості таких праць.

### Діалектні граматики
Основоположним твором для сучасної діалектологічної фонетики була праця Й. Вінтелера «Die Kerenzer Mundart des Kantons Glarus in ihren Grundzügen dargestellt» 1875-76 рр. Протягом наступних 70 років з'явилася низка місцевих граматик, орієнтованих передусім у молодограматичному напрямку, які більше репрезентують фонологію та морфологію, а пізніше й синтаксис. Ці твори досі становлять важливу основу для діалектологічних праць. Класичну низку подібних молодограматично орієнтованих публікацій є, наприклад, «Beiträge zur Schweizerdeutschen Grammatik». Після Другої світової війни публікація місцевих граматик значно зменшилася, але не припинилася.

### Лінгвістичні атласи
Першим великим проєктом лінгвістичного атласу був «Мовний атлас Німецької імперії» (Sprachatlas des Deutschen Reichs), робота над яким почалась у 1876 році на чолі з Ґеорґом Вінкером і в якому ще тоді йшлося винятково про різні фонетичні співвідношення у німецькій мові. У 1939 році цей атлас був доповнений «Німецьким словниковим атласом» (Deutschen Wortatlas) на чолі з лінгвістом Вальтером Міцкою. Окрім цього наприкінці ХІХ століття германіст Герман Фішер видав свій лінгвістичний атлас для швабського простору. Першим сучасним лінгвістичним атласом, який став основоположним для всіх наступних, був започаткований у 1935 році «Лінгвістичний атлас німецької Швейцарії» (Sprachatlas der deutschen Schweiz).
Якщо попередні лінгвістичні атласи все ще передусім зосереджувались на фонології, морфології та лексиці, низка новіших атласів за прикладом нідерландської діалектології працюють із діалектним синтаксисом ― або досі досліджують його, або закінчили дослідження, або ще плануються, наприклад, для німецькомовних частин Швейцарії, для Гессену та баварсько-австрійського лінгвістичного простору.
Лінгвістичні атласи у свою чергу поділяються на велико- та малопростірні атласи.

### Історична діалектологія, діалектна географія та ареальна типологія
Виходячи зокрема з численних даних лінгвістичних атласів, але й також спираючись на власні дослідження, ХХ століття було періодом значного розвитку діалектної географії. Школа Теодора Фрінґса мала вплив на історичну діалектологію, в якій йшлося про утворення діалектного континууму Німеччини; для німецької Швейцарії основи заклали Ренвард Брандштеттер та Ернст Ергард Мюллер. Сучасній діалектній географії присвячені роботи Фердинанда Вреде та його школи, утворенню швабського мовного простору ― Карла Боненберґера (учень Германа Фішера), а мовному простору німецької Швейцарії ― праці Рудольфа Готценкехерле та його учнів.

### Соціо- і прагмалінгвістичні питання
Після Другої світової війни основна увага приділялась дослідженню діалектів у їхньому соціальному та прагматичному контексті. Конкретні теми включать у себе, наприклад, розподілення доменів між діалектом і стандартною мовою у диглосичних мовних ситуаціях або вибір мови у двомовних регіонах.

### Зміни діалектів
Зміни діалектів, які відбувалися у ХХ та ХХІ століттях, зараз є мало дослідженими. Винятком, втім, є південний захід Німеччини та Ельзас, де під керівництвом Петера Ауера цій темі присвячені два великих проєкти, у Фрайбурзькому університеті у Фрайбурзі-ім-Брайсгау та Страсбурзькому університеті.

### Дослідження регіональних мов
Діалекти все більше і більше відокремлюються від регіональних мов, через що останні також потрапляють у поле зору науки; наприклад, цій темі присвячено довгостроковий проєкт REDE.de, яким керує Академія наук і літератури в Майнці.